# Kommissarieordern

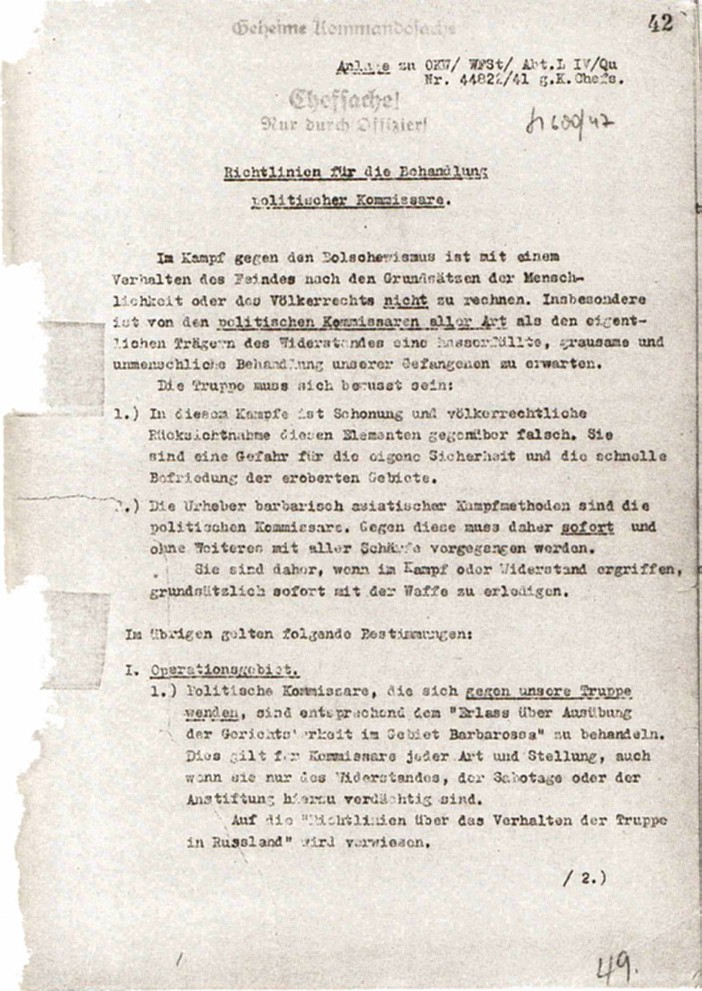
Sida ur kommissarieordern

Kommissarieordern (tyska: Der Kommissarbefehl) var en order som initierades av Nazitysklands Führer Adolf Hitler strax före det ryska fälttåget i juni 1941 – Operation Barbarossa.

## Kommissarieorderns förberedelse
Redan den 3 mars 1941 redogjorde Adolf Hitler för sin militäre rådgivare Alfred Jodl att kriget mot Sovjetunionen var en ideologisk kamp mellan två världsåskådningar och att den "judisk-bolsjevistiska intelligentian" skulle förintas. Den 30 mars 1941 hade Hitler ett möte med cirka 100 överbefälhavare som skulle tillhöra den del av den tyska armén som genomförde kriget mot Sovjetunionen ("Ostheer"). Generalstabens chef Franz Halder antecknade nyckelmeningar i Führerns tal:
| ”                                                                           | Kamp två världsåskådningar emellan. Förintande dom om bolsjevism, är lika med asocial brottslighet. ... Vi måste överge ståndpunkten att soldaten är en kamrat. Kommunisten är ingen kamrat innan och heller ingen kamrat efteråt. Detta är en förintelsekamp. ... Kamp mot Ryssland: förintelse av de bolsjevistiska kommissarierna och den kommunistiska intelligentian. ... Kampen kommer att skilja sig mycket från kampen i väst. | „ |
| – Adolf Hitler den 30 mars 1941, noterad av generalstabschefen Franz Halder | |   |

Baserad på Hitlers order gav generalerna och Wilhelm Keitel (chef för den tyska krigsmaktens överkommando) detaljerade anvisningar som tydligt bröt mot gällande folkrätten i väpnade konflikter, i synnerhet mot Haagkonventionerna 1899 och 1907. Generalöverste Erich Hoepner (sedermera aktiv i attentatet mot Hitler den 20 juli 1944) skrev:
| ”                              | Kriget mot Ryssland är en väsentlig del i det tyska folkets existenskamp. Det är den gamla kampen germanerna mot slavdomen, europeiska kulturens försvar mot moskovitisk-asiatisk översvämning, tillbakaslagandet av judisk bolsjevism. Denna kamp måste ha som mål att förgöra dagens Ryssland och måste därför ledas av jättelik hårdhet. Varje kamphandling måste i anlag och genomförande ledas av den järnhårda viljan att förinta fienden utan nåd. I synnerhet finns det ingen skoning för bärarna av dagens rysk-bolsjevistiska system. | „ |
| – Generalöverste Erich Hoepner | |   |

"Kriegsgerichtsbarkeitserlass Barbarossa" ("Krigsjurisdiktion Barbarossa") som författades den 13 maj 1941 konstaterade: 
| ”                                   | Handlingar som arméns anhöriga och medföljande personal begår mot civila behöver ej beivras, heller inte om dådet på en och samma gång är ett militärt brott. | „ |
| – Ur "Krigsjurisdiktion Barbarossa" | |   |

## Kommissarieorderns innehåll
Det första utkastet till själva Kommissarieordern sammanställdes den 6 maj 1941 av general Eugen Müller som ansvarade för juridiska frågor i det ockuperade Europa vid generalstaben. Ordern innebar att tillfångatagna ryska politiska kommissarier, så kallade politruker, omedelbart skulle avrättas istället för att föras till krigsfångeläger. På begäran från OKW skärptes formuleringarna och den slutgiltiga versionen av ordern utfärdades av OKW den 6 juni 1941:
| ”                                                                                          | I denna kamp är skoning och folkrättslig hänsyn [...] fel. De är en fara för den egna säkerheten och den snabba befredningen av de erövrade områdena. Upphovsmännen för de barbariska asiatiska kampmetoderna är de politiska kommissarierna. Mot dessa måste ageras å det yttersta ögonblickligen och utan dröjsmål. De måste därför, vare sig gripna i kamp eller i motstånd, avrättas med vapnet. | „ |
| – Utdrag ur Kommissarieordern, utfärdad av överbefälhavare Wilhelm Keitel den 6 juni 1941. | |   |

Enbart överbefälhavarna fick Kommissarieordern skriftligt och anvisades att berätta muntligt för de lägre befälen samt soldaterna om orderns innehåll. Samtidigt bestämdes även att SS med Heinrich Himmler som överste befälhavare skulle delta i den ideologiska kampen. De inblandade befälhavarna opponerade sig inte mot ordern.

## Kommissarieordern i praktiken
Bortsett från några få undantag fanns det inget motstånd mot ordern bland befälen. Och även om de enskilda befälhavarna hade ganska stora möjligheter att motarbeta ordern, använde de inte denna möjlighet generellt sett. Tvärtom gick vissa kommendörer på egen hand ännu längre än ordern föreskrev. Mer än 80 procent av de tyska divisionerna följde kommissarieordern. Historikern Felix Römer menar att 116 av 137 tyska divisioner på östfronten rapporterade om skjutna kommissarier. Fram till maj 1942 hade cirka mellan 3 400 och 4 000 människor fallit offer för ordern. Fram till sommaren 1943 hade cirka 10 000 "bolsjevistiska kommissarier" dödats; ungefär lika många dödades av Einsatzgruppen.
När ordern blev känd inom Röda armén bidrog den till att höja moralen vilket ledde till en ansökan av enskilda Wehrmachtsanhöriga att pröva Kommissarieordern vilket dock avböjdes av Adolf Hitler hösten 1941. Eftersom ordern förstärkte Röda arméns motståndsvilja upphävdes ordern tillfälligt i maj 1942.